# Corporación Universitaria Comfacauca
La Corporación Universitaria Comfacauca, también conocida como Unicomfacauca es una universidad colombiana, privada, con sede principal en la ciudad de Popayán, y con presencia en Santander de Quilichao. Fue fundada en abril de 2001 y como su nombre lo dice, hace parte de la Caja de Compensación Familiar del Cauca, conocida como Comfacauca. 

## Historia
Nació formalmente con la resolución 597 del 2001 del Ministerio de Educación iniciando actividades bajo el nombre de Instituto Tecnológico de Educación Superior de Comfacauca (COMFATEC o ITC) que había sido fundado en 1999, e iniciando formalmente actividades en 2002 con dos carreras hoy inexistentes: Tecnología de Gestión y formulación de Proyectos y Tecnología en Gestión del Talento Humano.
Entre 2004 y 2005 hacen un proceso de regionalización a los municipios de Santander de Quilichao y Puerto Tejada. Por la resolución 8210 de 2008 cambia de nombre a Institución Universitaria Tecnológica de Comfacauca.
Y para 2014 por resolución 1809, se cambia al nombre actual, Corporación Universitaria Comfacauca.

## Programas
Estos son los programas que ofrece la Unicomfacauca:
- Administración de empresas
- Comunicación social y periodismo
- Contaduría pública
- Derecho
- Ingeniería agroambiental
- Ingeniería civil
- Ingeniería de sistemas
- Ingeniería industrial
- Ingeniería mecatrónica
- Trabajo social

Además cuenta con dos programas técnicos:
- Tecnología agroambiental
- Tecnología en gestión gastronómica